# 𨚲䣕縣 (隋朝)
𨚲䣕縣，是隋代犍為郡下轄的一個縣。唐仍置。

## 沿革[1]
本漢南安縣，屬犍為郡。隋改為𨚲䣕縣，屬犍為郡。唐武德元年，改為戎州，聖曆二年，分𨚲䣕縣置歸順縣，以處生獠。天寶元年，改為義賓縣。